# Агадес (город)

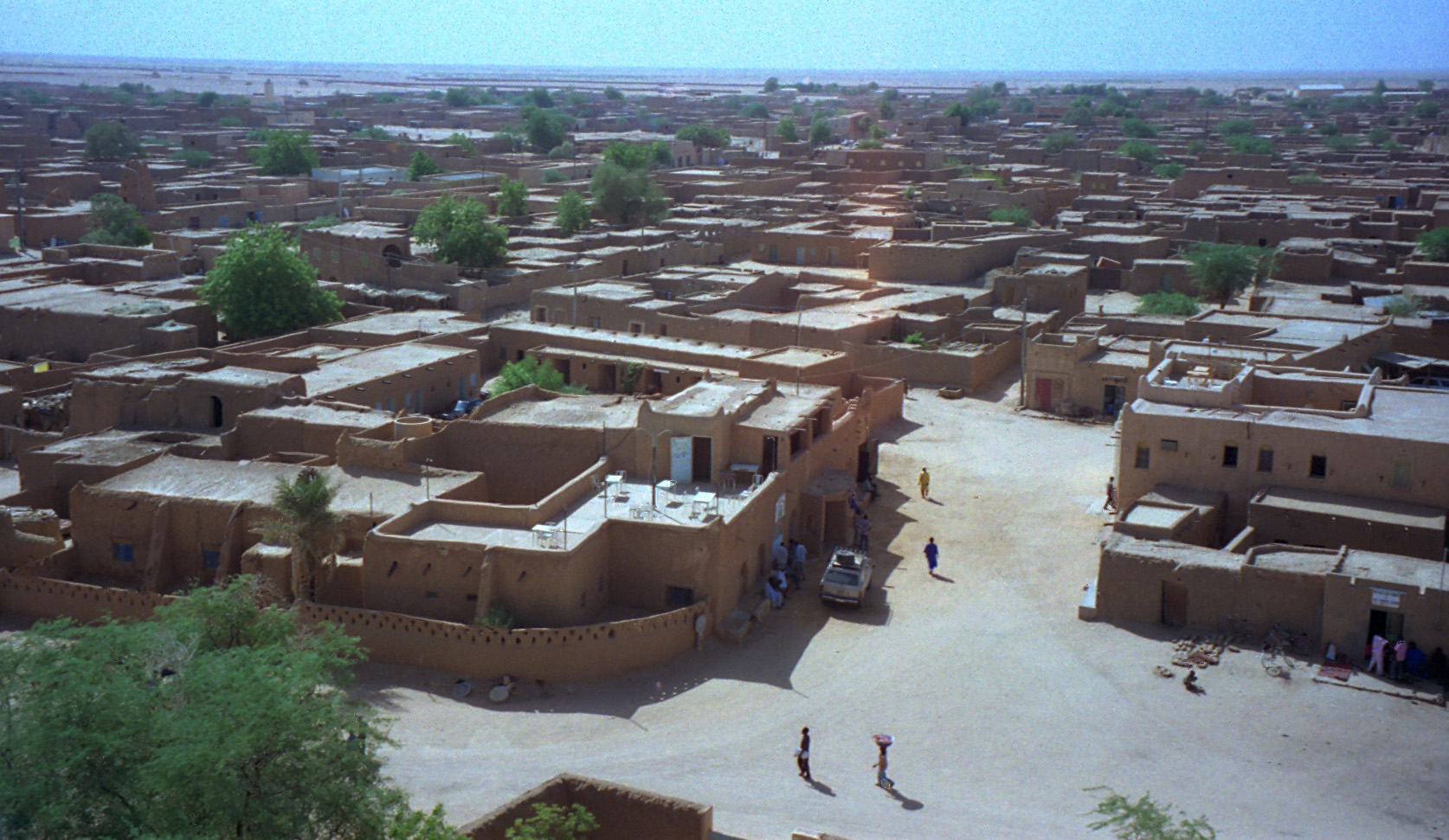
Вид на город с минарета Глиняной мечети

Агаде́с [ А г а д э́ с ] (фр. Agadez) — крупнейший город на севере Нигера. В 2012 году население города составляло 110 497 человек. Агадес находится в пустыне Сахара и является административным центром одноимённой провинции  Нигера.

## История
Агадес возник как минимум до XIV века. Удачное расположение города (на важных торговых маршрутах) способствовало его бурному развитию. Со временем Агадес становится главным городом туарегов. В 1449 году становится административным центром султаната. Около 1500 года завоёван империей Сонгай. На тот момент население города уже составляло около 30 тысяч человек. В тот период был одним из ключевых пунктов на пересечении торговых маршрутов средневековой Африки. Марокканское вторжение нанесло значительный урон городу, в результате которого население города сократилось втрое.
Около 1900 года занят французами, против которых в 1916 году вспыхнуло восстание под предводительством Каоцена Мохаммеда. В конце XX века город стал центром сопротивления туарегов.

### Восстание 2007 года
Второе восстание туарегов, начавшееся в 2007 году, затронуло и Агадес, являющийся главным городом этого народа. В связи с боевыми действиями значительно сократился поток туристов из США и Европы.
Весь регион с центром в Агадесе был объявлен зоной чрезвычайного положения и закрыт для журналистов и международных правозащитных организаций. Дороги в город были заминированы.

## Современный Агадеc
Сегодня Агадес является важным центром транспортировки урана, который добывается в округе. Функционирует международный аэропорт имени Мано Даяка, лидера туарегов, погибшего в 1995 году. В городе функционирует верблюжий рынок.

## Климат
Агадес находится в пустыне Сахара и является одним из самых жарких городов мира. С апреля по сентябрь средний максимум держится на отметке в +40 °C, зимой становится несколько прохладнее.
| Показатель                    | Янв. | Фев. | Март | Апр. | Май  | Июнь | Июль | Авг. | Сен. | Окт. | Нояб. | Дек. | Год   |
| ----------------------------- | ---- | ---- | ---- | ---- | ---- | ---- | ---- | ---- | ---- | ---- | ----- | ---- | ----- |
| Абсолютный максимум, °C       | 37   | 40   | 41   | 47   | 50   | 46   | 48   | 43   | 41   | 40   | 42    | 40   | 50    |
| Средний суточный максимум, °C | 27,9 | 31,1 | 35,0 | 39,2 | 41,3 | 41,3 | 39,1 | 37,9 | 38,9 | 37,1 | 32,4  | 29,0 | 35,9  |
| Средняя температура, °C       | 19,8 | 22,5 | 26,7 | 31,2 | 33,7 | 33,8 | 32,1 | 31,0 | 31,7 | 29,4 | 24,3  | 21,0 | 28,1  |
| Средний суточный минимум, °C  | 11,7 | 13,9 | 18,3 | 23,1 | 26,0 | 26,4 | 25,1 | 24,2 | 24,5 | 21,7 | 16,2  | 12,8 | 20,3  |
| Абсолютный минимум, °C        | −1   | 7    | 6    | 13   | 20   | 19   | 18   | 17   | 18   | 12   | 5     | −1   | −1    |
| Норма осадков, мм             | 0,0  | 0,0  | 0,1  | 2,0  | 5,5  | 10,4 | 35,2 | 49,7 | 8,2  | 0,3  | 0,0   | 0,0  | 111,4 |
| Источник:                     |      |      |      |      |      |      |      |      |      |      |       |      |       |

## Основные достопримечательности

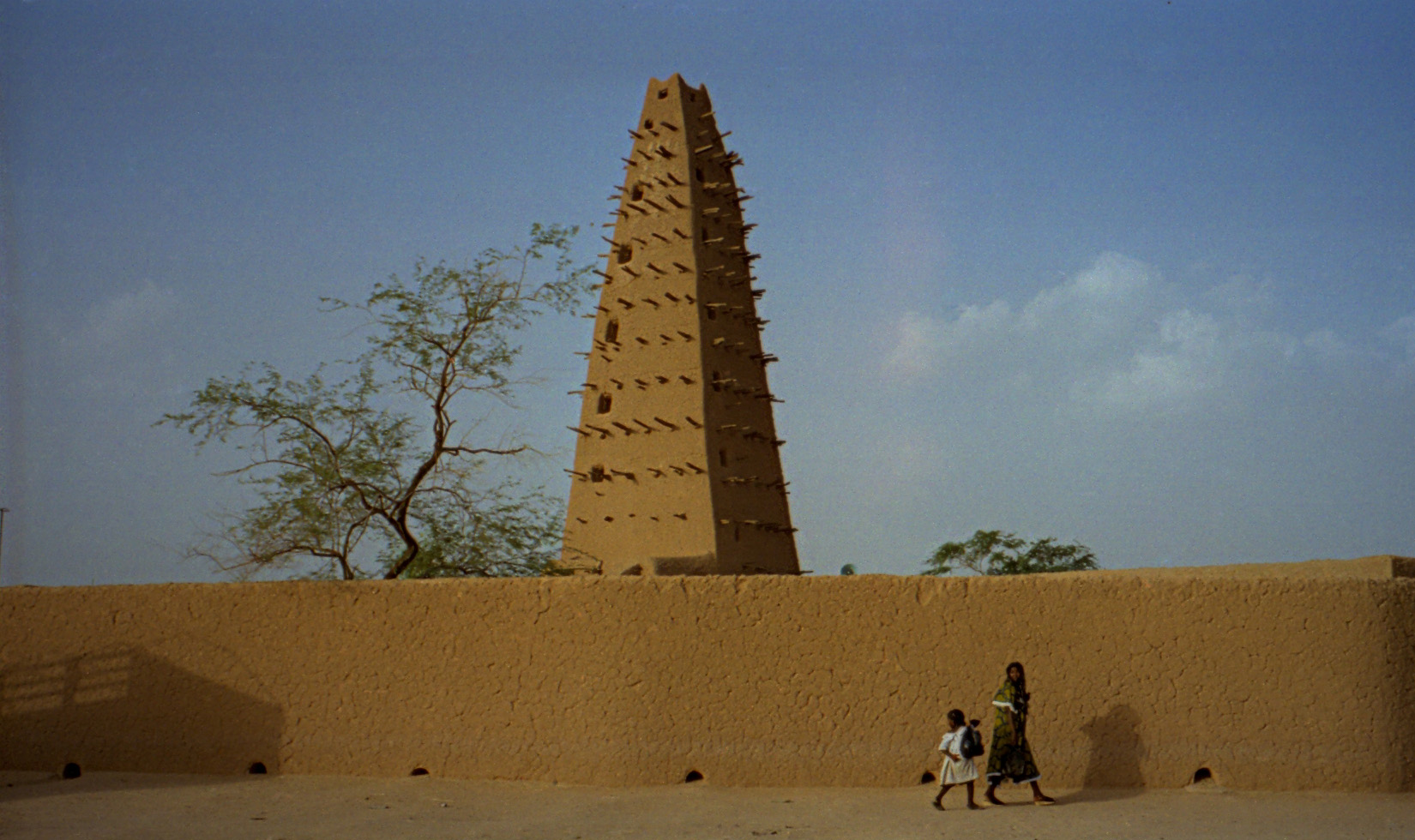
Большая мечеть Агадеса.

Основными достопримечательностями города являются Большая мечеть, дворец Каоцена, в котором сейчас располагается гостиница, и дворец султана.